# 三幕悲剧
《三幕悲劇》（英語：Three Act Tragedy）是英國作家阿嘉莎·克莉絲蒂所著的推理小說，初版於1934年於美國出版，售價為兩美元。1986年，此小說在美國被改編成電視電影，由兩次榮獲奧斯卡最佳男配角獎的彼得·尤斯汀諾夫飾演赫丘勒·白羅。

## 故事簡介
好客的查爾士爵士邀請了城中各人到家中出席宴會，一名年老的牧師突然斃命，其後被證實為自殺。查爾士爵士與好友薩特思韋特先生及蛋蛋小姐都認為是謀殺案，不過欠缺明顯的證據，最後不了了之。數月後，查爾士爵士的一位醫生朋友又邀請了城中各人到家中出席宴會，結果這位醫生死於尼古丁中毒。三人認為兩宗命案有關連，於是展開調查，分別向同時出席兩次宴會的人問話，並得到神探白羅的協助。